# ليليت هاروتيونيان (رياضية)
ليليت هاروتيونيان (4 أبريل 1993 في غيومري - ) (بالأرمنية: Լիլիթ Հարությունյան) هي رياضية أرمنية. شاركت في الألعاب الأولمبية الصيفية 2016.

## روابط خارجية
- ليليت هاروتيونيان على موقع الاتحاد الدولي لألعاب القوى (الإنجليزية)
- ليليت هاروتيونيان على موقع اللجنة الأولمبية الدولية (الإنجليزية)
- ليليت هاروتيونيان على موقع أوليمبيديا (الإنجليزية)